# Publius Licinius Crassus Dives
Publius Licinius Crassus Dives (* um 240 v. Chr.; † 183 v. Chr.) war am Ende des 3. und am Beginn des 2. Jahrhunderts v. Chr. ein bedeutender Staatsmann der Römischen Republik. Er fungierte von 212 v. Chr. bis zu seinem Tod als Pontifex Maximus und war außerdem 210 v. Chr. Zensor sowie 205 v. Chr. Konsul.

## Abstammung
Publius Licinius Crassus Dives, dessen Vater und Großvater ebenfalls das Praenomen Publius führten, entstammte dem plebejischen Geschlecht der Licinier. Er besaß aufgrund eines außergewöhnlichen Erbes ein derart beträchtliches Vermögen, dass er als erster Vertreter seiner Sippe den Beinamen Dives (der „Reiche“) annahm. Sein Kapital und gute Beziehungen zum Kreis der Scipionen ermöglichten ihm den Aufstieg zu einer bedeutenden Persönlichkeit des damaligen politischen und religiösen Lebens von Rom.

## Frühe Laufbahn
Über Crassus’ Jugend und Erziehung ist nichts bekannt. Das religiöse Amt eines Pontifex bekleidete er schon am Beginn des Zweiten Punischen Krieges, jedenfalls seit vor 216 v. Chr. Seine Stellung als kurulischer Ädil, die er 212 v. Chr. innehatte, nutzte er, um durch die Veranstaltung pompöser Spiele die Gunst des Volkes zu erringen. Trotz seines relativ jungen Alters konnte er sich daher überraschenderweise als Kandidat bei der noch im gleichen Jahr stattfindenden Wahl des Pontifex Maximus gegen zwei deutlich höher stehende und ältere Konkurrenten, Quintus Fulvius Flaccus und Titus Manlius Torquatus, durchsetzen. Er war der dritte plebejische Träger der Oberpriesterwürde und während der Römischen Republik mit fast 30 Jahren Amtsführung der längstdienende Inhaber dieser auf der religiösen Ebene wichtigsten Position Roms. Ihm wird eine ausgezeichnete Kenntnis des Pontifikalrechts zugeschrieben.
Als Quintus Fulvius Flaccus 210 v. Chr. zum Diktator bestimmt wurde, um für die Durchführung der Konsulwahlen zu sorgen, erhielt er durch ein Plebiszit Crassus als Reiterführer (Magister equitum) an die Seite gestellt. Im gleichen Jahr konnte Crassus noch vor Erreichung des Konsulates das hohe Amt eines Zensors antreten. Zusammen mit seinem Amtskollegen Lucius Veturius Philo nahm er den 219 v. Chr. wegen ungerechter Beuteverteilung verurteilten Marcus Livius Salinator wieder in den Senat auf. Bevor die beiden Zensoren allerdings eine weitere Amtstätigkeit entfalten konnten, starb Veturius Philo, so dass Crassus seine Position aufgeben musste.
Nachdem Crassus 211 v. Chr. den Flamen Dialis aus geringfügigen Gründen entlassen hatte, fand sich nicht so rasch ein Nachfolger, da dieses geistliche Amt wegen seiner starken Beschränkungen für eine politische Laufbahn nicht erstrebenswert erschien. 209 v. Chr. musste der junge und ehrgeizige Patrizier Gaius Valerius Flaccus gegen seinen Willen auf Druck des Crassus neuer Flamen Dialis werden, womit er – wie von Crassus gewünscht – weitgehend aus dem politischen Betätigungsfeld ausgeschaltet war. Der tendenziöse Bericht des römischen Geschichtsschreibers Titus Livius begründet die Handlungsweise des Pontifex Maximus dagegen mit dessen angeblichem Bestreben, Flaccus zu einem sittsameren Leben zu zwingen. Ein Jahr später (208 v. Chr.) trat Crassus das Amt eines Prätors an und wurde dabei – da er sich als Pontifex Maximus nicht aus Italien entfernen durfte – zum Praetor peregrinus ernannt. Trotz seines mittels seiner Funktion als Prätor ausgeübten Widerstandes konnte er aber nun nicht verhindern, dass Flaccus unter Rückgriff auf ein altes, lange nicht mehr angewandtes Recht des Flamen Dialis erfolgreich für sich einen Sitz im Senat forderte. Diese Tatsache suchte Livius in seiner Darstellung zu verschleiern, indem er u. a. den Widerstand leistenden Prätor als Lucius Licinius bezeichnete.
Als eine Vestalin 206 v. Chr. ihre Aufsichtspflicht verletzte und das heilige Feuer ausgehen ließ, befahl Crassus ihre Auspeitschung und entließ sie wohl danach aus ihrer Stellung.

## Konsulat
Nachdem Publius Cornelius Scipio Africanus Ende 206 v. Chr. als siegreicher Feldherr vom spanischen Kriegsschauplatz zurückgekehrt war, wurde er bei den vom scheidenden patrizischen Konsul und Freund der Scipionen, Lucius Veturius Philo, geleiteten Comitien zum Konsul für 205 v. Chr. gewählt. Er wollte den Krieg gegen die Punier nach Nordafrika hinübertragen und möglichst bald zu einem glücklichen Abschluss bringen. Damit sein Amtskollege ihm diese Aufgabe nicht streitig machen konnte, wurde Crassus, den sein religiöses Amt zum Verbleib in Italien zwang, zum Mitkonsul bestimmt. Als Provinz erhielt Crassus Bruttium in Süditalien zugeteilt, wo Hannibal seine letzten Rückzugsgefechte auf der Apenninhalbinsel lieferte, während Scipio nach Sizilien ging, von wo er die Möglichkeit zur Überfahrt nach Afrika ins Auge fassen konnte. Einer der damals bedeutendsten Senatoren, Quintus Fabius Maximus Verrucosus, stand Scipio äußerst ablehnend gegenüber und soll sich vergeblich bemüht haben, Crassus zum Protest gegen diese Bestimmung zu überreden.
In seiner Konsulatszeit konnte sich Crassus militärisch nicht auszeichnen, da es wegen heftiger, seine und die feindlichen Soldaten heimsuchender Seuchen kaum zu kriegerischen Auseinandersetzungen in Bruttium kam.

## Prokonsul in Bruttium
Mit Billigung des Senats musste Crassus nicht zur Abhaltung der Wahlen nach Rom reisen, sondern durfte zur Erfüllung dieser Aufgabe einen Diktator bestellen, nämlich Quintus Caecilius Metellus, seinen bisherigen Mitkommandanten im Krieg gegen Hannibal. Er führte noch ein Jahr in Bruttium Krieg, ohne dass über seine kriegerischen Erfolge aufgrund der widersprüchlichen Quellenlage genauere Angaben möglich wären. Laut der von Livius wiedergegebenen Tradition soll er 204 v. Chr. wesentlich beim angeblichen Sieg des damaligen Konsuls Publius Sempronius Tuditanus über Hannibal bei Kroton mitgeholfen haben. Der Kriegshistoriker Appian berichtet, dass Crassus in diesem Jahr die Stadt Consentia und weitere Ortschaften den Puniern abspenstig gemacht habe, während Livius den Übertritt von Consentia und weiterer Städte dem Konsul Tuditanus zuschreibt, aber ebenso dessen Amtsnachfolger Gnaeus Servilius Caepio im Jahr 203 v. Chr. Anfang 203 v. Chr. verließ Crassus den Kriegsschauplatz in Bruttium; seine Stellung nahm nun Tuditanus als neuer Prokonsul ein.

## Weitere Laufbahn und Tod
Die wenigen Angaben zu Crassus’ Karriere nach seiner Abberufung aus Bruttium stehen meist in Zusammenhang mit seinem Auftreten als Pontifex Maximus. So wird er in dieser Funktion u. a. erwähnt anlässlich der Gelübde, die 200 v. Chr. für einen Sieg der Römer in ihrem bevorstehenden zweiten Krieg gegen den makedonischen König Philipp V. gemacht wurden, sowie anlässlich jenes Schwurs, der 191 v. Chr. für einen römischen Erfolg gegen die Ätoler und Antiochos III. ausgesprochen wurde. Als der das Amt eines Flamen Quirinalis bekleidende Quintus Fabius Pictor 189 v. Chr. Prätor wurde, geriet er mit Crassus in Streit, da dieser verhindern wollte, dass Pictor trotz seines religiösen Amtes Rom verließ und zu einem militärischen Einsatz in die ihm zugewiesene Provinz Sardinien aufbrach. Nach heftigen Debatten im Senat musste Pictor der Forderung des Pontifex Maximus Folge leisten.
Der Tod ereilte Crassus Anfang 183 v. Chr. Er wurde in einer glanzvollen Begräbnisfeier beigesetzt.